# Сан Надзарио
Сан Надза̀рио (на италиански и на венециански: San Nazario) е село в Северна Италия, община Валбрента, провинция Виченца, регион Венето. Разположено е на 160 m надморска височина.